# عبد الملك عنيزان
عبد الملك عنيزان ( من مواليد 25 فبراير 1989) هو لاعب كرة قدم سوري، لعبَ مُدافعًا لمنتخب سوريا لكرة القدم.

## مسيرته الدولية
أُدرج اسمه في تشكيلة منتخب سوريا لكرة القدم الذي شارك في كأس آسيا 2019 المُقام في الإمارات العربية المتحدة.

## الإحصائيات

### الدولية
آخر تحديث 20 نوفمبر 2018.
| سوريا    | سوريا   | سوريا |
| السنة    | مباريات | أهداف |
| -------- | ------- | ----- |
| 2018     | 5       | 0     |
| الإجمالي | 5       | 0     |

## انظر ايضا
- مؤيد الخولي
- شاهر الشاكر
- ثائر كروما
- يوسف قلفا

## وصلات خارجية
- عبد الملك عنيزان على موقع قاعدة بيانات كرة القدم.إي يو (الإنجليزية)
- عبد الملك عنيزان على موقع ناشيونال فوتبول تيمز (الإنجليزية)
- عبد الملك عنيزان على موقع Soccerway.com (الإنجليزية)
- عبد الملك عنيزان على موقع عالم كرة القدم.نت (الإنجليزية)
- عبد الملك عنيزان على موقع كووورة